# Suze (amaro)

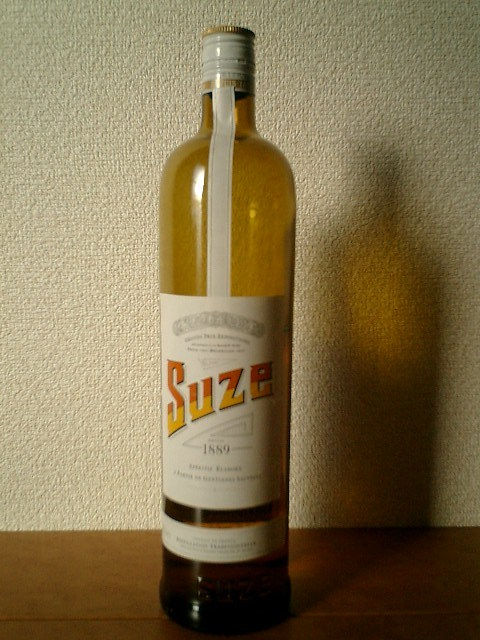
Bottiglia fotografata nel 2008

Suze è un amaro a base di genziana maggiore di colore dorato, prodotto in Francia dalla distilleria Rousseau a Maisons-Alfort. È un marchio depositato di proprietà del gruppo Pernod Ricard.

## Caratteristiche
- Miscuglio di infusi e di grappa di genziana (di cui 50% di radici selvatiche), e di estratti di piante aromatiche macerate, e completato con molti estratti di piante aromatiche.
- Colore giallo oro.
- Grado d'alcool: 15° (Svizzera 20°)
- Zucchero: 200 gr/litro

## Storia
- Nel 1795, creazione della distilleria Rousseau, Laurens e Moureaux a Maisons-Alfort
- Nel 1885, il distillatore Fernand Moureaux desidera fare un aperitivo senza usare del vino, e così gli viene l'idea di distillare radici di genziane.
- Nel 1889, viene creata la marca Suze con la sua bottiglia famosa. All'epoca è un alcool forte (32% di alcool con 80 gr di zucchero/litro)
- Nel 1912, Picasso fa un collage « Verre et bouteille de Suze » (Bicchiere e bottiglia di Suze).
- Nel 1945, cambia contenuto di alcool al 16% con 200 gr zucchero/litro
- Nel 1965, la distilleria viene acquistata dal gruppo Pernod-Ricard
- Nel 1992, Suze crea bottiglie vendute in un numero limitato:
  - 1992, Suze Picasso
  - 1995, Suze Racines
  - 1996, La bouteille du siècle (La bottiglia del secolo)
  - 1997, Fille de gentiane (Figlia di genziana)
  - 1998, Saga Suze
- 2001, edizione limitata di Jean-Charles de Castelbajac
- 2002, edizione limitata di Christian Lacroix
- 2003, vetro per Suze dell'architetto Jean Nouvel
- 2003, edizione limitata di Christian Lacroix
- 2004, edizione limitata di Sonia Rykiel
- 2005, edizione limitata di Paco Rabanne
- 2006, edizione limitata di Thierry Mugler
- 2007, edizione limitata di Gaspard Yurkievich

## Origini del nome
L'origine del nome non è definita; potrebbe derivare dal nome Suzanne Gaspard, cognata dell'inventore, o dal nome di un corso d'acqua in Svizzera, Suze.